# Nehren (Württemberg)
Nehren település Németországban, azon belül Baden-Württembergben. Lakosainak száma 4580 fő (2023. december 31.). Nehren Dußlingen, Gomaringen, Mössingen és Ofterdingen községekkel határos.

## Népesség
A település népessége az elmúlt években az alábbi módon változott:
| Lakosok száma | 2033 | 2427 | 2519 | 2718 | 3080 | 3573 | 3627 | 4340 | 4196 | 4580 |
|               | 1961 | 1967 | 1974 | 1980 | 1987 | 1993 | 2000 | 2006 | 2013 | 2023 |